# 西野嘉右衛門

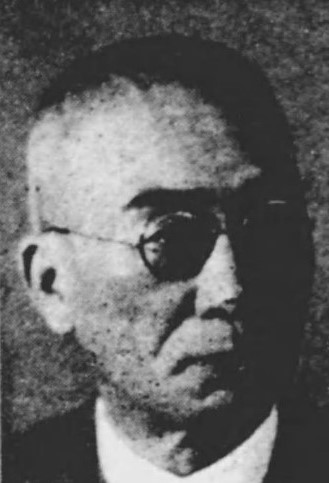
西野嘉右衛門

15代 西野 嘉右衛門（にしの かえもん、1878年（明治11年）1月10日 - 1967年（昭和42年）5月16日）は、日本の実業家、政治家。藍商・酒造業、西野嘉右衛門家15代当主、貴族院多額納税者議員。旧名・保太郎。

## 経歴
徳島県勝浦郡小松島浦（現小松島市）で、豪商・西野保太郎の二男として生まれた。西野家は創業万治元年といわれる阿波藍商人（屋号・野上屋）で、現在は酒造の西野金陵として知られる。
1900年、専修学校（現専修大学）理財課を卒業。一年志願兵として入隊し陸軍二等主計に進み日露戦争に出征した。兄・14代嘉右衛門の死去により、1905年3月27日に家督を継承し15代嘉右衛門を襲名した。
家業の藍商が、外国産の安価な藍の輸入によって影響を受けたため、化学染料製造を開始した。その他、家業の酒造業（銘酒「金陵」）、金物商、塩田事業、煙草元売捌などを経営した。また、金陵西野商店会長、阿波国共同汽船会長、阿波商業銀行頭取、日本製飴社長、阿波藍同業組合評議員などを務めた。
政界では、1938年の貴族院多額納税者議員補欠選挙で当選して、同年10月31日に就任し、翌1939年に再選され 研究会に所属して活動し、1940年10月15日まで2期在任した。
文化面では、喜田貞吉などを講師に招いて小松島講演会を開催し、『阿波藍沿革史』などを刊行し、1940年には徳島県教育会長に就任した。

## 著作
- 『阿波藍沿革史』西野嘉右衛門、1940年。

## 親族
- 妻 マサエ（従姉妹、西野謙四郎の娘）[5][10]
- 長男 保太郎[5][10]
- 二男 寛次郎（1914年生） - 16代西野嘉右衛門。京都帝国大学法学部卒業後、家業 [5][10][11]
  - 長男・武明 - 慶應義塾大学法学部卒業後、家業。岳父に太陽酸素社長・川口源兵衛[11]
  - 長女・美智 - 聖心女子大学卒業。長野銀行頭取・田中誠二の妻[11]
  - 二男・信也 - 聖心女子大学卒業。慶應義塾大学商学部卒業後、家業。岳父に泉酒造社長・泉仙介（寛一）[11]
  - 二女・美和 - ミツカン代表・中埜和英の妻[11]